# The Automatic
The Automatic ist eine britische Indie-Rock-Band aus Cowbridge bei Cardiff.

## Bandgeschichte
Robin "Rob" Hawkins, James "Frost", Alex "Pennie" und Iwan Griffiths wuchsen gemeinsam in Cowbridge, einem kleinen Waliser Dorf, auf. Mit 16 gründeten Hawkins und Frost die Band White Rabbit. Später stieß Griffiths dazu und schließlich vervollständigte Pennie die Gruppe. Später benannten sich die vier in The Automatic um.
2004 nahmen sie in einem Studio ihre ersten Demos auf und ergatterten einen Management-Vertrag. Die zweite Hälfte des Jahres verbrachten sie im Proberaum und arbeiteten an neuem Material. Anschließend tourten sie durch Südwales und im Mai 2005 nahmen sie mit Produzent Richard Jackson die Songs Monster und Rats auf und weckten so das Interesse des Indie-Labels B-Unique Records. Zwei Monate später unterschrieben The Automatic einen Plattenvertrag. Im Oktober gingen sie mit den The Ordinary Boys sowie Hard-Fi auf Tour und produzierten mit Unterstützung von Ian Broudie ihre Debütsingle Recover, der jedoch nur ein geringer Erfolg beschieden war.
Ende des Jahres 2005 begannen die Waliser mit den Aufnahmen zum Debütalbum Not Accepted Anywhere. Die Tracks wurden mit Hilfe von Richard Jackson in Cardiff und Steve Harris in Liverpool und Lincoln produziert. 
Im Mai 2006 nahmen sie neben Boy Kill Boy, ¡Forward, Russia! und The Long Blondes an der NME-New-Bands-Tour teil. Am 27. März folgte die zweite Single Raoul, die immerhin Platz 32 der UK-Single-Charts erreichte. Den großen Durchbruch schafften sie mit ihrer dritten Auskopplung Monster. Am 5. Juni veröffentlicht, kletterte der Track bis auf Position vier. 
Not Accepted Anywhere kam einige Tage später in die britischen Läden, stieg bis auf Platz drei der UK-Charts und avancierte zum Hit-Album. Die Veröffentlichung in Deutschland wurde von Universal aus unbekannten Gründen abgesagt. Im Herbst 2006 veröffentlichten sie Recover nochmals und  diesmal erreichte der Song Position 25. Eine für September geplante Deutschlandtour wurde verlegt, weil das Plattenlabel neues Material forderte, doch im Januar 2007 holten die Waliser ihre abgesagten Gigs in Deutschland nach.
Im September 2007 verließ Keyboarder und Gründungsmitglied Alex Pennie die Band. Einen Monat später gab die Band bekannt, dass Paul Mullen, der Ex-Sänger der Band Yourcodenameis:milo, als Rhythmusgitarrist bei The Automatic fungieren wird.
Am 25. August 2008 erschien das zweite Album mit dem Titel This Is a Fix. Es verpasste den Sprung unter die Top 40, die Singleauskopplung Steve McQueen wurde aber der zweitgrößte Erfolg der Band. Am 8. März 2010 erschien das dritte Album mit dem Titel Tear the Signs Down. Es konnte sich nicht in den Charts platzieren. Nach dem Misserfolg widmeten sich die Mitglieder anderen Projekten. The Automatic wurde nicht offiziell aufgelöst, seitdem sind aber auch keine weiteren Veröffentlichungen erschienen.

## Diskografie

### Alben
- Not Accepted Anywhere (2006, B-Unique Records)
- Raoul (EP 2006)
- This Is a Fix (2008)
- Tear the Signs Down (2010, Armoured Records)

### Singles
- Recover (2005; Full Release 2006)
- Raoul (2006; Re-Release 2007)
- Monster (2006)
- Steve McQueen (2008)